# Thomas N’Kono
Thomas N'Kono (* 20. července 1956 Dizangué, Région du Littoral) je bývalý kamerunský fotbalový brankář. Působí jako trenér gólmanů ve španělském klubu RCD Espanyol.
Začínal v klubu Canon Yaoundé, s nímž získal pět titulů mistra Kamerunu (1974, 1977, 1979, 1980 a 1982) a vyhrál Ligu mistrů CAF v letech 1978 a 1980. Stal se jedním z objevů mistrovství světa ve fotbale 1982 ve Španělsku, kde pustil ve třech zápasech jediný gól, což však na postup Kamerunců ze základní skupiny nestačilo. Po šampionátu přestoupil do barcelonského Espanyolu, kde se stal brankářskou jedničkou a pomohl klubu k historické účasti ve finále Poháru UEFA 1987/88. S národním týmem vyhrál Africký pohár národů 1984 a získal stříbrnou medaili o dva roky později. Stal se jedním ze strůjců překvapivého postupu Kamerunu do čtvrtfinále mistrovství světa ve fotbale 1990, byl nominován také na mistrovství světa ve fotbale 1994, kde však do žádného zápasu nenastoupil. Kariéru ukončil v bolivijském Clubu Bolívar, s nímž získal mistrovský titul v letech 1996 a 1997.
Vyhrál anketu Africký fotbalista roku v letech 1979 a 1982. Gianluigi Buffon označil N'Kona za svůj brankářský vzor a pojmenoval podle něj svého syna Thomase.